# Žaga II
Žaga II (izvirni angleški naslov Saw II) je ameriška grozljivka iz leta 2005, delo filmskega režiserja Darenna Lynna Bousmana. Je nadaljevanje Žage (Saw) iz leta 2004 in drugi del iz filmske serije Žaga (Saw). Režiser in scenarist filma je Darren Lynn Bousman, drugi scenarist pa je Leigh Whannell. V njem igrajo  Donnie Wahlberg, Franky G, Glenn Plummer, Beverley Mitchell, Dina Meyer, Emmanuelle Vaugier, Erik Knudsen, Shawnee Smith in Tobin Bell. 
Film prikazuje Jigsawa, ki ga ujame policija. Vendar Jigsaw vključi v eno svojih iger tudi enega izmed policistov. Medtem pa že poteka na televizijskih monitorjih druga igra osmih ljudi, med katerimi je tudi policistov sin. Film prav tako prikazuje nekaj prizorov iz življenja Johna Kramerja in delno pojasnjuje zakaj je postal Jigsaw.
Po finančnem uspehu Žage je nadaljevanje takoj dobilo zeleno luč. Leigh Whannell in James Wan sta bila zaposlena s filmom in nista mogla napisati še scenarija. Bousman je napisal scenarij z naslovom ''Obupani (The Desperate)'', še preden je bila Žaga izdana, ampak zanj ni dobil producenta. Hoffman je prejel scenarij in ga pokazal svojima sodelavcema Marku Burgu in Orenu Koulesu. Sprejeto je bilo, da bi z nekaj spremembami to lahko bil scenarij za Žago II. Whannell je postal primeren za ureditev scenarija. Film je prejel večji proračun in je bil sneman med majem in junijem 2005 v Torontu. 
Žaga II je bila izdana 28. oktobra 2005 in je prejela mešane odzive kritikov. Postala je finančni uspeh, ko je že ob izidu zaslužila 31.9 milijona $ in več kot 88 milijonov $ v ZDA in Kanadi. Tam je tako postal najbolj dobičkonosen film iz filmske serije Žaga (Saw). Bell je bil nominiran za ''Najboljšega zlobneža'' na  filmskih nagradah MTV 2005, za njegovo vlogo Jigsawa v filmu. Žaga II je bila izdana na DVD 14. februarja 2006 in je že v prvem tednu prodala več kot 3 milijone izvodov. Do takrat je bil to najhitreje prodajan DVD distributerja Lionsgate. 

## Vsebina
Policija preiskuje prizorišče še ene Jigsawove ''igre'', v kateri je bil z masko polno bodic ubit zmikavt Michael Marks. Detektivka Allison Kerry tam najde sporočilo za njenega bivšega partnerja in ljubimca, Erica Matthewsa. Kljub temu, da ima težave z ločitvijo in svojim težavnim sinom Danielom, se pridruži Kerryevi in načelniku Riggu pri vodenju akcije na domnevno Jigsawovo skrivališče. Tam najdejo in ujamejo Jigsawa, Johna Kramerja, ki je povsem šibak zaradi raka. Ta jim razkrije nekaj monitorjev, na katerih je razvidno, da je v neki hiši ujetih osem ljudi, vključno z edino znano preživelo Amando Young in Daniela. Živčni plin v hiši jih bo pobil v dveh urah, vendar Kramer obljubi Ericu, da če bo sledil navodilom svoje igre (sedeti pri miru in se pogovarjati z Johnom), dobil nazaj sina nepoškodovanega. Kerry Erica prepriča, da naj to stori in pridobi čas, dokler ne bo prišla ekipa, ki bo razvozlala video signal iz hiše.
Žrtve so medtem seznanjene z kaseto, ki jim pove, da se protistrupi nahajajo v hiši in da je eden v sefu pred njimi. Xavier ignorira opozorilo, da naj ne uporabi ključa v vratih in tako sproži puško, ki ubije Gusa. Ko pridejo iz sobe začnejo po hiši iskati protistrupe, vendar brez uspeha: Obi, za katerega je razbrano, da je pomagal pri ugrabitvah, je živ zažgan v pečici, ko pokuša dobiti dva protistrupa; Xavier vrže Amando v brezno polno igel, da bi v njem našla ključ naslednjih vrat, vendar ga najde prepozno in vrata se zaprejo. Skozi igro izvejo, da so bili že vsi v zaporu, razen Daniela.
Medtem skozi pogovor Kramer pove Ericu, da je njegovo preživetje samomora pravi razlog za njegove igre. Z majhnim časom, ki mu je še ostal želi tudi ostale navdušiti nad življenjem, kakor je on sebe. Erica to ne zanima in izgubi potrpljenje, ter se vrne do monitorjev. Nato mu Kerry svetuje, da naj uniči Kramerjeve dokumente in ga tako poskuša provocirati, vendar to ne uspe. Ko prispe tehnična ekipa, Kramer pove resnično povezavo med žrtvami, in sicer: vse je zaradi njihovih zločinov aretiral Eric, zato bi lahko bil Daniel v nevarnosti, če bi izvedeli njegovo identiteto. 
Xavier zapusti ostale in se vrne v sobo, kjer na Gusovem vratu najde narisano številko. Nato ubije Jonasa in začne loviti še ostale. Laura podleže živčnemu plinu, potem ko izve Danielovo identiteto. Addison in Amanda ga tako zapustita, vendar se Amanda vrne k Danielu, ko najde Jonasovo truplo. Addison najde stekleno škatlo s protistrupom, vendar se njene roke zataknejo v luknjo z rezili. Xavier jo najde in jo pusti umreti, ko prebere njeno številko. Daniel in Amanda najdeta skriven predor, ki vodi v zanemarjeno kopalnico z dvema truploma. Daniel izgubi zavest, ko jih najde Xavier. Amanda spomni Xavierja, da nebo mogel prebrati svoje številke, zato si jo izreže iz kože. Ko se približa Danielu, se ta zbudi, skoči nanj in mu prereže vrat z žago.
Ko Eric vidi, da Xavier lovi Daniela, prisili Kramerja, da ga odpelje v hišo. Kramerjeva soba se spremeni v dvigalo, katerega uporabita, da zapustita skrivališče. Tehnična ekipa najde signal in Riggova ekipa najde hišo v kateri najdejo le videorekorder. Kerry nato dojame, da je igra potekala preden so oni sploh prišli sem. Ura odšteje do konca in odprejo se skrita vrata, v katerih najdejo živega Daniela s kisikovo masko. Eric sam vstopi v hišo, kjer vstopi v kopalnico, tam ga pa napade nekdo s prašičjo masko. Zbudi se priklenjen z gležnjem za vodovodno cev, kjer mu preko kasete Amanda pove, da bo ona nadaljevala Kramerjevo delo, ko on umre. Amanda se nato pojavi, zapre vrata in pusti Erica umreti. Zunaj Kramer sliši Ericove krike in se počasi nasmeji.

## Igralci
- Tobin Bell kot John Kramer
- Shawnee Smith kot Amanda Young
- Donnie Wahlberg kot detektiv Eric Matthews
- Erik Knudsen kot Daniel Matthews
- Franky G kot Xavier Chavez
- Glenn Plummer kot Jonas Singer
- Emmanuelle Vaugier kot Addison Corday
- Beverley Mitchell kot Laura Hunter
- Timothy Burd kot Obi Tate
- Dina Meyer kot detektivka Allison Kerry
- Lyriq Bent kot poročnik Daniel Rigg
- Noam Jenkins kot Michael Marks
- Tony Nappo kot Gus Colyard